# Queune
La Queune est une rivière française qui coule dans le Bourbonnais, actuel département de l'Allier, en région Auvergne-Rhône-Alpes. C'est un affluent de l'Allier en rive gauche, donc un sous-affluent de la Loire par l'Allier.

## Géographie
Le bassin de la Queune est situé au cœur du Bocage bourbonnais. La rivière prend sa source sur le territoire de la commune de Tronget, dans la région située à l'est des Côtes Matras. Elle adopte rapidement la direction du nord-nord-est, orientation qu'elle maintiendra tout au long de son parcours.
Elle baigne la petite ville de Souvigny, et peu après, conflue avec l'Allier en rive gauche, sur le territoire de la commune de Neuvy, à peu de distance en aval (au nord-ouest) de la ville de Moulins.

## Communes traversées
La Queune traverse les communes suivantes :
- Département de l'Allier : Tronget, Cressanges, Châtillon, Noyant-d'Allier, Souvigny, Coulandon et Neuvy.

## Hydrologie
La Queune est une rivière très irrégulière, à l'instar de ses voisines de la région. Son débit a été observé durant une période de 10 ans (1997-2007), à Neuvy, localité du département de l'Allier située au niveau de son confluent avec l'Allier. La surface observée est de 109 km2, soit la totalité du bassin versant de la rivière.
Le module de la rivière à Neuvy est de 0,60 m3/s.
La Queune présente des fluctuations saisonnières de débit fort marquées, comme très souvent dans le bassin de la Loire. Les hautes eaux se déroulent en hiver et se caractérisent par des débits mensuels moyens allant de 0,78 à 1,36 m3/s, de décembre à avril inclus (avec un maximum très net en janvier). À partir de la seconde partie du mois d'avril, le débit baisse rapidement jusqu'aux basses eaux d'été qui ont lieu de juillet à octobre inclus, entraînant une baisse du débit mensuel moyen jusqu'à 0,12 m3/s au mois d'août. Mais ces moyennes mensuelles ne sont que des moyennes et cachent des fluctuations bien plus prononcées sur de courtes périodes ou selon les années.
Les crues de la Queune peuvent être très importantes, compte tenu de la petitesse du bassin versant. La série des QIX n'a pas été calculée, étant donné la durée d'observation insuffisante.
Le débit instantané maximal enregistré à Neuvy a été de 42,60 m3/s le
2 mars 2007, tandis que la valeur journalière maximale était de 25,6 m3/s le même jour.
La Queune est une rivière relativement peu abondante. La lame d'eau écoulée dans son bassin versant est de 175 millimètres annuellement, ce qui est nettement inférieur à la moyenne d'ensemble de la France (320 millimètres), et aussi à la moyenne du bassin de la Loire (plus ou moins 245 millimètres). Le débit spécifique (ou Qsp) atteint 5,6 litres par seconde et par kilomètre carré de bassin.